# Лацис, Ян Янович
Ян Я́нович Ла́цис, латыш. Jānis Lācis; (20 февраля 1897, Яунпиебалгская волость, Венденский уезд, Лифляндская губерния — 10 марта 1937, Хабаровск) — советский военный деятель, комкор (1935).

## Биография
Родился в семье латышского крестьянина-батрака. В детстве был пастухом, батраком. окончил 3-классное волостное училище, затем 4-классное приходское училище. В 1916 призван на военную службу в Русскую императорскую армию и зачислен в 4-й Латышский стрелковый Видземский полк. Окончил в нём учебную команду, произведён в унтер-офицеры. В марте 1917 вступил в РСДРП(б).
С ноября 1917 командовал отрядом латышских стрелков, которому в марте 1918 была поручена охрана Кремля. Командир 4-го Латышского стрелкового Видземского полка (10 мая — 29 июля 1918) и одновременно комендант Московского Кремля. С лета 1918 командовал 1-й Инзенской (впоследствии 15-й Сивашской Краснознаменной) стрелковой дивизией, сформированной на станции Инза из стрелков 4-го Видземского латышского полка, красногвардейского отряда Попова, вооружённых рабочих Сызрани и Самары, бронепоезда имени В. И. Ленина. Весной 1919 года был назначен руководителем обороны Луганска. По представлению Лациса был с почестями похоронен у Кремлёвской стены его боевой товарищ и земляк Генрих Звейнек, погибший во время боёв на Донбассе.
Занимал ряд командных должностей на Восточном, Южном, Юго-Западном фронтах. Части Лациса являлись наиболее дисциплинированной и преданной ударной силой большевиков. В 1923—1927 — начальник и военный комиссар Киевской объединённой военной школы имени С. С. Каменева. С 1927 — командир корпуса. В 1926—1932 — командир корпуса ВУЗ Ленинградского ВО, в 1930—1932 — командир 16-го стрелкового корпуса.
В 1932—1937 — командир Особого корпуса Железнодорожных войск РККА. С именем Лациса связано развитие и строительство железных дорог Сибири и Дальнего Востока. Одновременно являлся членом Всероссийского центрального исполнительного комитета, членом правительства РСФСР.
Умер в 1937 в Хабаровске от разрыва сердца. Похоронен на Новодевичьем кладбище в Москве (место захоронения: старое кладбище, у входа, стена 68, номер 15).

## Награды
- Орден Ленина (1936).
- Орден Красного Знамени (1922, Приказ РВСР № 230[1])
- Золотые часы с надписью: «Храброму и честному воину Рабоче-Крестьянской Красной Армии от ВЦИК. 7.Х.1918 г» (за мужество и искусство в руководстве боями за станцию Инза и Самару).

## Память
- Его имя носит одна из улиц Луганска.
- Его имя носит улица в городе Инза, в котором была сформирована 1 Инзенская стрелковая дивизия для борьбы с Чехословацким корпусом.
- Имя Яна Лациса в 1935-1937 носила железнодорожная станция Находка Дальневосточной железной дороги и улица во Владивостоке (ныне улица Нерчинская).
- В 1987 году на Свердловской киностудии был снят фильм «Подданные революции» о Генрихе Звейнеке. В роли начдива Лациса - актёр Гинтс Озолиньш.